# Trevor Lewis (pallanuotista)
Trevor John Lewis (Swansea, 16 agosto 1919 – Swansea, 19 maggio 1995) è stato un pallanuotista britannico.
Ha fatto parte della Gran Bretagna che ha partecipato ai Giochi di Londra 1948, nel torneo di pallanuoto.
Ha indossato anche la canotta del Galles.